# Antechinus bellus
Антехінус красивий (Antechinus bellus) — вид сумчастих, родини кволових. Етимологія: лат. bellus – "гарний, красивий, прекрасний, чарівний". Ендемік Австралії, де поширений в тропічній мусонній частині Північної Території. Живе у рідколіссях та відкритих лісах, де переважають евкаліпти, в трав'янистому і чагарниковому підліску. Самиці можуть народити до десяти дитинчат. Вага 26–66 грам.

## Загрози та охорона
Розповсюдження екзотичних трав і зміни в режимі пожеж може бути загрозою. Цей вид присутній у Національному Парку Какаду і Національному Парку Літчфілд.